# Cypriotisch voetbalelftal onder 21 (mannen)
Het Cypriotisch voetbalelftal onder 21 is het nationale elftal voor spelers onder de 21 jaar uit Cyprus. 

## Prestaties op eindronden

### EK onder 21
| Jaar   | Resultaat           | GS                  | W                   | G                   | V                   | DV                  | DT                  |
| ------ | ------------------- | ------------------- | ------------------- | ------------------- | ------------------- | ------------------- | ------------------- |
| 1978   | Niet deelgenomen    | Niet deelgenomen    | Niet deelgenomen    | Niet deelgenomen    | Niet deelgenomen    | Niet deelgenomen    | Niet deelgenomen    |
| 1980   | Niet gekwalificeerd | Niet gekwalificeerd | Niet gekwalificeerd | Niet gekwalificeerd | Niet gekwalificeerd | Niet gekwalificeerd | Niet gekwalificeerd |
| 1982   | Niet gekwalificeerd | Niet gekwalificeerd | Niet gekwalificeerd | Niet gekwalificeerd | Niet gekwalificeerd | Niet gekwalificeerd | Niet gekwalificeerd |
| 1984   | Niet gekwalificeerd | Niet gekwalificeerd | Niet gekwalificeerd | Niet gekwalificeerd | Niet gekwalificeerd | Niet gekwalificeerd | Niet gekwalificeerd |
| 1986   | Niet gekwalificeerd | Niet gekwalificeerd | Niet gekwalificeerd | Niet gekwalificeerd | Niet gekwalificeerd | Niet gekwalificeerd | Niet gekwalificeerd |
| 1988   | Niet gekwalificeerd | Niet gekwalificeerd | Niet gekwalificeerd | Niet gekwalificeerd | Niet gekwalificeerd | Niet gekwalificeerd | Niet gekwalificeerd |
| 1990   | Niet gekwalificeerd | Niet gekwalificeerd | Niet gekwalificeerd | Niet gekwalificeerd | Niet gekwalificeerd | Niet gekwalificeerd | Niet gekwalificeerd |
| 1992   | Niet gekwalificeerd | Niet gekwalificeerd | Niet gekwalificeerd | Niet gekwalificeerd | Niet gekwalificeerd | Niet gekwalificeerd | Niet gekwalificeerd |
| 1994   | Niet gekwalificeerd | Niet gekwalificeerd | Niet gekwalificeerd | Niet gekwalificeerd | Niet gekwalificeerd | Niet gekwalificeerd | Niet gekwalificeerd |
| 1996   | Niet gekwalificeerd | Niet gekwalificeerd | Niet gekwalificeerd | Niet gekwalificeerd | Niet gekwalificeerd | Niet gekwalificeerd | Niet gekwalificeerd |
| 1998   | Niet gekwalificeerd | Niet gekwalificeerd | Niet gekwalificeerd | Niet gekwalificeerd | Niet gekwalificeerd | Niet gekwalificeerd | Niet gekwalificeerd |
| 2000   | Niet gekwalificeerd | Niet gekwalificeerd | Niet gekwalificeerd | Niet gekwalificeerd | Niet gekwalificeerd | Niet gekwalificeerd | Niet gekwalificeerd |
| 2002   | Niet gekwalificeerd | Niet gekwalificeerd | Niet gekwalificeerd | Niet gekwalificeerd | Niet gekwalificeerd | Niet gekwalificeerd | Niet gekwalificeerd |
| 2004   | Niet gekwalificeerd | Niet gekwalificeerd | Niet gekwalificeerd | Niet gekwalificeerd | Niet gekwalificeerd | Niet gekwalificeerd | Niet gekwalificeerd |
| 2006   | Niet gekwalificeerd | Niet gekwalificeerd | Niet gekwalificeerd | Niet gekwalificeerd | Niet gekwalificeerd | Niet gekwalificeerd | Niet gekwalificeerd |
| 2007   | Niet gekwalificeerd | Niet gekwalificeerd | Niet gekwalificeerd | Niet gekwalificeerd | Niet gekwalificeerd | Niet gekwalificeerd | Niet gekwalificeerd |
| 2009   | Niet gekwalificeerd | Niet gekwalificeerd | Niet gekwalificeerd | Niet gekwalificeerd | Niet gekwalificeerd | Niet gekwalificeerd | Niet gekwalificeerd |
| 2011   | Niet gekwalificeerd | Niet gekwalificeerd | Niet gekwalificeerd | Niet gekwalificeerd | Niet gekwalificeerd | Niet gekwalificeerd | Niet gekwalificeerd |
| 2013   | Niet gekwalificeerd | Niet gekwalificeerd | Niet gekwalificeerd | Niet gekwalificeerd | Niet gekwalificeerd | Niet gekwalificeerd | Niet gekwalificeerd |
| 2015   | Niet gekwalificeerd | Niet gekwalificeerd | Niet gekwalificeerd | Niet gekwalificeerd | Niet gekwalificeerd | Niet gekwalificeerd | Niet gekwalificeerd |
| 2017   | Niet gekwalificeerd | Niet gekwalificeerd | Niet gekwalificeerd | Niet gekwalificeerd | Niet gekwalificeerd | Niet gekwalificeerd | Niet gekwalificeerd |
| 2019   | Niet gekwalificeerd | Niet gekwalificeerd | Niet gekwalificeerd | Niet gekwalificeerd | Niet gekwalificeerd | Niet gekwalificeerd | Niet gekwalificeerd |
| Totaal | 0/21                | 0                   | 0                   | 0                   | 0                   | 0                   | 0                   |